# Джава (Нью-Йорк)
Джава (англ. Java) — місто (англ. town) в США, в окрузі Вайомінг штату Нью-Йорк. Населення — 1972 особи (2020).

## Демографія
Згідно з переписом 2010 року, у місті мешкало 2057 осіб у 801 домогосподарстві у складі 578 родин. Було 1013 помешкання
Расовий склад населення:
| - 98,8 % — білих - 0,3 % — азіатів - 0,2 % — корінних американців - 0,1 % — вихідців з тихоокеанських островів |

До двох чи більше рас належало 0,1 %. Частка іспаномовних становила 1,4 % від усіх жителів.
За віковим діапазоном населення розподілялося таким чином: 23,1 % — особи молодші 18 років, 64,1 % — особи у віці 18—64 років, 12,8 % — особи у віці 65 років та старші. Медіана віку мешканця становила 41,1 року. На 100 осіб жіночої статі у місті припадало 106,5 чоловіків;  на 100 жінок у віці від 18 років та старших — 105,1 чоловіків також старших 18 років.
Середній дохід на одне домашнє господарство  становив 61 416 доларів США (медіана — 53 981), а середній дохід на одну сім'ю — 74 812 долари (медіана — 64 009). Медіана доходів становила 50 792 долари для чоловіків та 31 654 долари для жінок. За межею бідності перебувало 4,5 % осіб, у тому числі 3,5 % дітей у віці до 18 років та 6,1 % осіб у віці 65 років та старших.
Цивільне працевлаштоване населення становило 1016 осіб. Основні галузі зайнятості: освіта, охорона здоров'я та соціальна допомога — 18,6 %, виробництво — 14,9 %, мистецтво, розваги та відпочинок — 11,1 %, будівництво — 9,8 %.